# Премія Леонтьєва
Премія Леонтьєва за розширення меж економічної думки (англ. Leontief Prize for Advancing the Frontiers of Economic Thought) — міжнародна економічна премія, щорічно з 2000 року (за винятком 2003) присуджувана Інститут глобального розвитку і довкілля Університету Тафтса (Медфорд, Массачусетс).
Премія встановлена в пам'ять видатного економіста Василя Леонтьєва, що працював з інститутом з 1993 по 1999 рік. Премія присуджується за комбіновані теоретичні і емпіричні дослідження, що сприяють повнішому розумінню суспільних процесів і процесів довкілля.

## Лауреати премії
- 2000 — А. Сен і Дж. К. Гелбрейт;
- 2001 — Х. Делі і П. Стрітен;
- 2002 — Е. Амсден і Д. Родрік;
- 2004 — Р. Франк і Н. Фолбр;
- 2005 — Р. Нельсон і Ха-Джун Чанг;
- 2006 — С. Боулз і Дж. Скор.